# 饶曼妮
饶曼妮（1949年—），汉族，中华人民共和国政治人物、第十一届全国政协委员。
加入中国共产党，担任山东省归国华侨联合会主席、党组书记。2008年，当选第十一届全国政协委员，代表中华全国归国华侨联合会，分入第二十五组。